# いたち川 (大阪市)
鼬川（いたちがわ）は、かつて大阪府大阪市浪速区を東西に流れていた河川。

## 地理

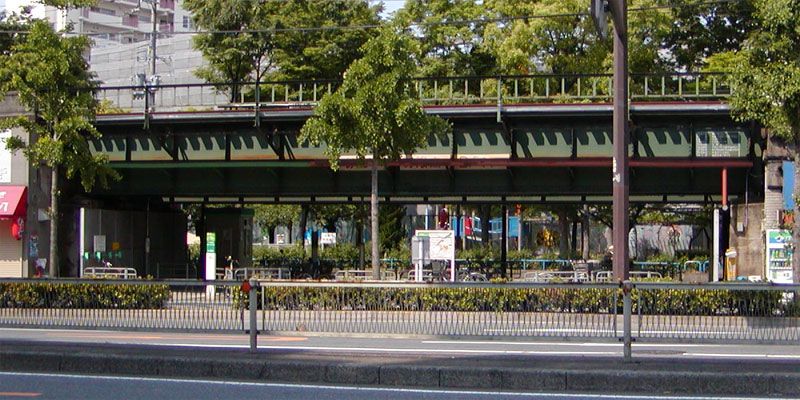
大阪環状線鼬川橋梁（芦原橋交差点付近）

現在の浪速区敷津東1丁目の阪神高速1号環状線なんば出口付近から西流して、浪速区木津川2丁目の東を流れる七瀬川（現在は埋立）に合流し、七瀬川はその先で木津川に合流していた。
駅名や交差点名として現在でも使用されている「芦原橋」は、もともとは鼬川に架かっていた橋の名称だった。また、大阪環状線には鼬川をまたいでいた鉄橋・鼬川橋梁が残されていて、橋梁の下は現在は芦原橋駅の自転車駐輪場になっている。

## 歴史
四天王寺建立の際に、船で運ばれてきた諸国の良材を運搬するために開削されたといわれ、河川名はイタチが掘り進めて行ったという伝承に由来する。
江戸時代の地図では、茶臼山古墳あるいは逢坂合邦ヶ辻のあたりから流れ出し、西成郡今宮村の廣田神社の脇をかすめて西流し、同郡難波村と木津村の境界をなし、月正島と呼ばれた現在の浪速区木津川2丁目の東で七瀬川に合流していたことが確認される。
道頓堀川から難波御蔵（現・なんばパークス）まで流れていた難波入堀川が1879年（明治12年）に、同じく道頓堀川から天王寺御蔵跡（現・履物問屋街）まで流れていた高津入堀川が1898年（明治31年）に鼬川まで延長・連結され、以降の鼬川は両入堀川の合流地点（現・なんば出口付近）より下流を指すようになった。なお、延長後の高津入堀川の下流部は、もと鼬川の流路を一部継承している。
連結工事の過程で古代のくり船が発見され、そのことを示す碑が浪速区難波中3丁目に現存している。しかし、汚濁が酷いため1940年（昭和15年）に大半が埋め立てられ、1954年（昭和29年）3月には全域が埋め立てられた。跡地は主に道路となっている。

## 架かっていた橋
上流から
- 芦柳橋
- 市場橋 - 国道25号
- 大国橋
- 鴎橋
- 芦舟橋
- 勘助橋
- 楠橋
- 五百井橋
- 芦原橋 - あみだ池筋・新なにわ筋
- 江上橋